# Piaggio P.148
Le Piaggio P.148 est un avion militaire italien d'entraînement conçu et réalisé au tout début des années 1950. il connut aussi une carrière très limitée sur le marché civil.

## Historique

### Développement
C'est en 1950 que les ingénieurs aéronautiques de chez Piaggio se lancèrent dans le développement d'un nouvel avion d'entraînement basique destiné à l'Aeronautica Militare. Le cahier des charges prévoyait aussi que l'avion puisse permettre des figures de voltige aérienne. Il fut désigné Piaggio P.148.
Le prototype fut construit en quelques semaines seulement, et réalisa son premier vol en février 1951. Sa certification intervint début juillet de la même année, soit moins de six mois après ce vol inaugural. Une commande fut immédiatement passée pour soixante-dix exemplaires.
Le P.148 donna naissance à une version agrandie et largement améliorée : le P.149.
Dans le même temps les équipes de Piaggio développèrent une version civile destinée aux aéroclubs italiens. Sur cette version l'avion disposait d'un petit strapontin destiné à accueillir un second élève ou un passager. 

### Utilisation

#### Utilisateurs militaires
- Italie : Aeronautica Militare.
- Somalie : Al-Qūwāt al-Gawwīyä as-Ṣūmāl.

#### Service opérationnel
Le Piaggio P.148 fut le principal avion d'entraînement basique de l'Aeronautica Militare entre des années 1950 à la fin des années 1970. Non seulement il formait les futurs pilotes mais assurait aussi leur sélection en vol. Avion réputé très sûr il ne connut que peu d'accidents dans sa carrière. Il fut remplacé par le SIAI Marchetti SF.260.
En 1960 la Somalie italienne tout juste indépendante fit l'acquisition de matériels militaires auprès de son ancienne puissance coloniale dont une poignée de vieux chasseurs North American P-51D Mustang ainsi que vingt-deux exemplaires de Piaggio P.148 neufs. Ces avions permirent de former les premiers pilotes somaliens sur des avions alors réellement modernes.
Il semble que le dernier de ces monomoteurs d'origine italienne ait été retiré du service en 1991.

## Aspects techniques

### Description
Le Piaggio P.148 se présente sous la forme d'un monoplan à aile basse cantilever. Construit intégralement en métal il possède un train d'atterrissage classique fixe doté d'une roulette de queue orientable. L'élève-pilote et son instructeur prennent place dans un cockpit biplace côte à côte. La propulsion de l'avion est assurée par un moteur à six cylindres à plat Avco-Lycoming O-435A d'une puissance unitaire de 190 chevaux entraînant une hélice bipale métallique.
Bien qu'avion militaire le P.148 n'emporte aucun armement.

### Versions

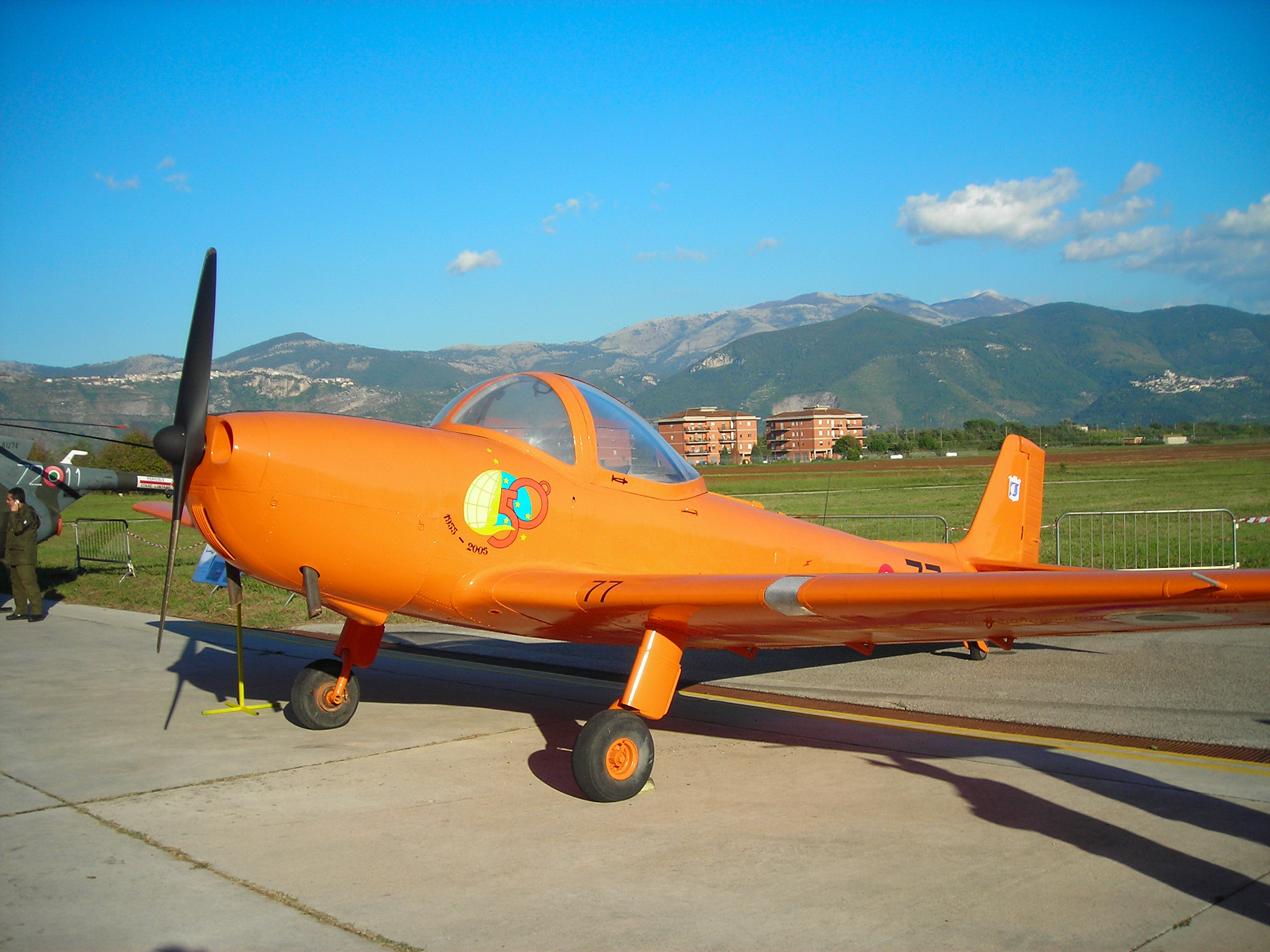
Piaggio P.148 dans sa livrée orange italienne.

- Piaggio P.148 : Désignation attribuée également aux avions militaires fournis à l'Italie et à la Somalie à hauteur de 92 exemplaires au total.
- Piaggio P.148A : Désignation attribuée à une version civile destinée à la voltige aérienne et construite à hauteur de 10 exemplaires au total.

### Aéronefs comparables
- États-Unis : Beechcraft T-34A Mentor.
- France : Mudry Cap 10.

## Survivants
- Le Piaggio P.148 codé [MM43740][1] monté sur pylône[2] au Museo dell'Aviazione de Rimini en Italie.
- Le Piaggio P.148 codé [MM53562] présenté à l'entrée[3] du Museo Piaggio de Pontedera[4] en Italie.